# Летище Франкфурт-Хан
Летище Хан (на немски: Flughafen Frankfurt-Hahn) е търговско летище, намиращо се на 10 км от Кирхберг и 20 км от Зимер в провинция Райнланд-Пфалц в Западна Германия. Летището е известно още и като летище Франкфурт-Хан, (на немски: Flughafen Frankfurt-Hahn).
Въпреки името си летището е на еднакви разстояния от Франкфурт на Майн и Люксембург – на около 120 км разстояние от всеки от тях. Летището е на около 70 км от Кобленц и от Майнц на 90 км.

## История
По време на Студената война летище Франкфурт-Хан е основен аеродрум за НАТО и е познато още като Военновъздушна база Хан. Тя е била основно военно летище за 50-о крило на Военновъздушните сили на САЩ (на английски: United States Air Force 50th Fighter Wing). То е било част от мрежата от военновъздушни бази на САЩ в Германия (Цвайбрюкен, Рамщайн, Зембах, Битбург, Зпангдален и Рейн-Майн), отстоящи всяка една на ок. 100 км (62 мили) от другите. Местоположението, в сърцето на американската концентрация на войски, им позволява бързо и лесно от тях да се достигне до всяка точна на Европа и Средиземноморския регион.
На 30 септември 1993 г. Авиобаза Хан е преструктурирана в публично летище, като запазва част от функциите си като военно. Продължават да се изпълняват военни чартърни полети от Delta Air Lines и United Airlines.
Основният инвеститор в развитието на новото летище Франкфурт-Хан е „Фрапорт“ (на английски: Fraport AG), които са основни потребители и на летище Франкфурт, но с цел да намалят трафика му, разработват и летище Хан. „Фрапорт“ продава своите 65% дялово участие за 1 евро, включително дълг от 120 милиона евро на федералната провинция Райнланд-Пфалц.
Летище Хан събира по-малки такси от други големи летища заради разположението си. Това е предпоставка за развитие на ниско-тарифни полети на компании, като Ryanair, която го използва за основна база.

## Наземен транспорт
Летище Франкфурт-Хан е почти на еднакво разстояние от Франкфурт и Люксембург – централна гара Франкфурт е на 123 км от летището, а централна гара Люксембург е на 118 км от летището. 

### Автобусен транспорт
От Хан обслужват много превозвачи, като има ежедневни автобусни линии до Франкфурт на Майн през летище Франкфурт терминал 2 (1 час и 45 мин.), л. Кьолн (2 часа и 15 мин.), л. Люксембург (1 час и 45 мин.) и много други в региона на Западна Германия!

### Железопътен транспорт
На летището няма директна железопътна връзка. Най-близките гари са Булай (15 км. по линия Кобленц-Триер-Саарбрюкен), Идар-Оберщайн (26 км южно), Кирн (22 км югоизточно)

### Автомобилен транспорт
Летището е сравнително добре достъпно от гледна точка на пътища. Най-близката магистрала е приблизително на 40 км (25 мили) на запад (А 1) или на изток (А 61). На летището има паркинг, също така се предлагат коли под наем.

## Техническа информация
Летище Хан разполага с писта с дължина 3800 метра (12467 фута) по направление 03/21. Пистата в съчетание с място за слизане/качване/товарене на самолети позволява да бъдат обслужвани най-големи самолети като Antonov An-124 или Boeing 747. Летището е снабдено със система за приземяване и за 2-те страни на пистата. Това помага за разрешаването на проблема с условия на намалена видимост, което е често явление през есента и зимата.

## Авиокомпании и дестинации
От летище Хан се изпълняват следните редовни и сезонни линии.
| Авиокомпания | Град – Летище |
| ------------ | --- |
| Ryanair      | Аликанте, Бари, Валенсия, Вилнюс, Гран Канария, Дъблин, Кери, Ламеция Терме, Ланцароте, Лисабон, Лондон „Станстед“, Малага, Маракеш, Надор, Палма де Майорка, Пескара, Пиза, Пловдив, Порто, Рига, Рим „Чампино“, Солун, Танжер, Тенерифе-юг, Тимишоара, Трапани, Тревисо, Фаро, Фес, Херес де ла Фронтера, Хирона Сезонни: Алджеро, Единбург, Задар, Ибиса, Каляри, Комизо, Монпелие, Нюкий, Понта Делгада (от 1 април 2017), Пула, Реус, Сантяго де Компостеля, Ханя |
| Wizz Air     | Будапеща, Вилнюс, Гданск, Катовице, Скопие, София, Тимишоара, Тузла, Търгу Муреш |

### Карго авиокомпании
| - Atlas Air - MyCargo Airlines - Nippon Cargo Airlines - Silk Way Airlines - Yangtze River Express |

### Снимки
- Терминал 2
- Терминал 1
- Летище Хан от небето
- Летище Хан
- Писта, Летище Хан